# Román filozófia
A román filozófia a román kultúra része, melynek voltak előzményei a 16. századdal kezdődően, de csak a 19. század vége felé kezdett kibontakozni nyugat-európai hatás alatt, és a legtermékenyebb időszaka a két világháború között volt. Egyik jellegzetessége az, hogy leginkább írók foglalkoztak vele. Összekapcsolták a filozófiát az ország történelmi, politikai és ideológiai kérdéseivel, és fontos témájuk volt a román identitás. Ezzel kapcsolatban jelentős helyet foglalt el a filozófiai elmélkedésben a nyugatiasodás kontra autochtonizmus körüli vita. Ugyanakkor szegényes az etika területén.

## A 19. század közepéig

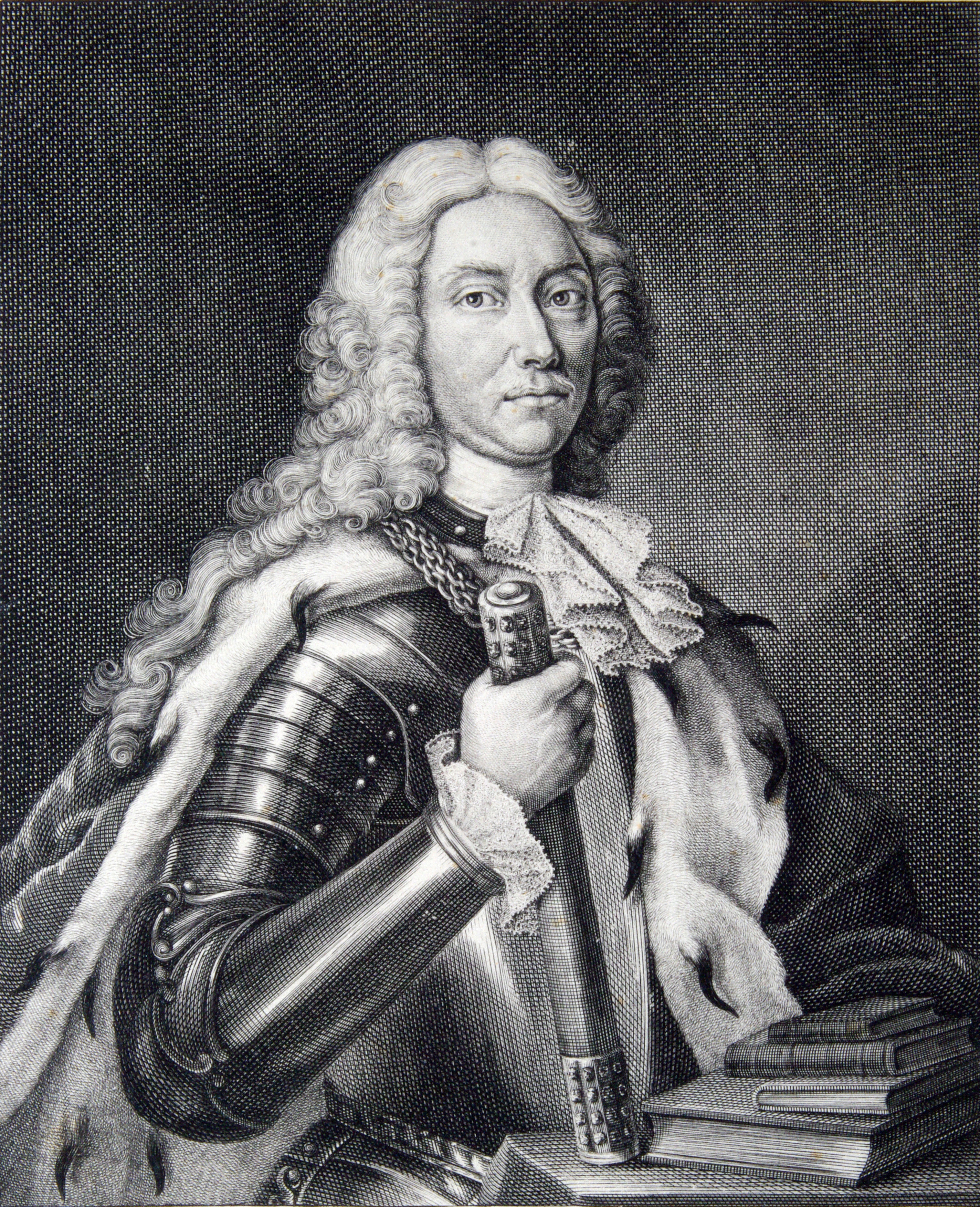
Dimitrie Cantemir

A román kultúrában filozófiai elemek későn, a középkor vége felé jelentek meg, és nem románul, hanem óegyházi szláv nyelven, görögül és latinul. Ebben az időszakban és még sokáig nem eredeti filozófiai eszmékről van szó, hanem idegen filozófiák ismertetéséről és megismeréséről. 1530-ban jelent meg szláv nyelven Neagoe Basarab tanításai fia, Teodosie számára, mely az isteni törvény által rendelt abszolút monarchia eszméjére épült vallási és politikai nevelő kézikönyv. A filozófia tanítása, latin nyelven, a humanista Johannes Sommerrel kezdődött a II. János moldvai fejedelem (1561–1563) által alapított cotnari-i iskolában.
1664-ben jelent meg az első filozófiai mű Nicolae Milescu  román fordításában, majd 1698-ban az első román nyelvű filozófiai mű román szerzőtől, Dimitrie Cantemir moldvai fejedelem Divanul sau gâlceava înțeleptului cu lumea sau giudețul sufletului cu trupul (A diván, avagy a bölcs vitája a világgal vagy a lélek tanácskozása a testtel) című könyv első két része. Ezekben a szerző párbeszéd alakjában, ontológiai, gnoszeológiai és etikai kérdéseket tárgyalt a Biblia és a filozófiai sztoicizmus hatása alatt.
A 18. században már megvoltak a filozófia tanítására alkalmas intézmények, a bukaresti és jászvásári fejedelmi akadémiák, valamint a balázsfalvi görögkatolikus gimnázium. Ezekben görög és német szerzőkből tanították a filozófiát. Az erdélyi iskola a racionalizmus és a felvilágosodás eszméit terjesztette. Samuel Micu Klein logikai, metafizikai, etikai és politikai filozófiai szövegeket fordított, adaptált és magyarázott, főleg a wolffiánus Friedrich Christian Baumeistertől .
A 19. század első felében Erdély után a román fejedelemségekben is mérvadók lettek a Nyugaton képzett filozófiatanárok, és behatoltak ide Kant eszméi Wilhelm Traugott Krugból  készült fordítások útján. Ion Heliade-Rădulescu 1848-as forradalmár próbált meg elsőként filozófiai rendszert felvázolni Equilibru între antithesi sau Spiritul și Materia (Az ellentétek egyensúlya vagy a Szellem és az Anyag), amely tulajdonképpen Pierre-Joseph Proudhon és Charles-Henri Lecouturier  Hegeltől átvett, az ellentétek egyensúlyára vonatkozó gondolataira alapszik. A század második felében Arthur Schopenhauer és Auguste Comte eszméi is megjelentek.

## A 19. század közepe után

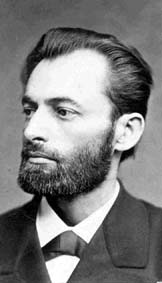
Vasile Conta

A 19. században beindult nyugatias modernizáció a filozófia terén is jelen volt. Titu Maiorescu (1840–1917) német, francia és angol filozófiát oktatott, és nagyra tartotta a pozitivizmust. Ellentmondásos kultúrfilozófiai nézetei voltak. Egyrészt csodálta a nyugati kultúrát, másrészt bírálta a nyugati intézmények behozatalát, melyeket szerinte nem indokolt az ország valósága, „tartalom nélküli formák”-ként ítélve meg őket. Ugyanakkor a gyakorlatban a hazai „tartalom” fejlesztéséért és a nyugatias „formák” az előbbivel való összehangolásáért tett. Ezzel elvetette a Nyugat-pártiak és az autochtonisták közötti a 21. században is tartó vita magjait. Az ő által fémjelzett Junimea köréből vált ki mindkét irányzat. Az elsőt többek között Eugen Lovinescu képviselte, az utóbbit például Constantin Rădulescu-Motru .
Vasile Conta  (1845–1882) volt az első, aki koherens filozófiai rendszert alkotott meg, a Teoria fatalismului (A fatalizmus elmélete) című munkájával. Comte, Spencer, Darwin, Haeckel, Tylor és Mill eszméitől ihletve materialista, determinista és evolucionista módon azt vallotta, hogy a világegyetem alapja az anyag, amely fatális módon alakul át állandó folyamatban. Ugyanakkor igazolta a metafizikát mint a tudományos ismereteket egyesítő, érvényességüket felülvizsgáló funkciójú területet. Rădulescu-Motru indította el 1897-ben az első román filozófiai folyóiratot, Studii filosofice (Filozófiai tanulmányok).
Romániában a filozófiai elmélkedés legtermékenyebb időszaka a két világháború között volt. Mircea Florian  (1888–1960) Nicolai Hartmann kritikai ontológiájához hasonló filozófiát fejlesztett ki, és a metafizika 20. századi válságát történetének a rendszerezéséből kiindulva elemezte. Lucian Blaga (1895–1961) egyik megteremtője volt a Kolozsvári I. Ferdinánd Király Tudományegyetem filozófiai iskolájának. Három trilógiájában, Trilogia cunoașterii (Az ismeret trilógiája), Trilogia culturii (A kultúra trilógiája) és Trilogia valorilor (Az értékek trilógiája) az egyetemes filozófia, a kor tudománya és a román folklór alapján vallás nélküli, nem keresztény, nonmisztikus és újromantikus rendszert alkotott. Kollégája, Dumitru Roșca, az Existența tragică. Încercare de sinteză filosofică (Tragikus lét. Filozófiai szintéziskísérlet) című munkájával, amelyben a tragikumot hegeli modorban fogta fel mint az ember szembehelyezkedését a világgal, mérsékelt egzisztencialistaként jelent meg.

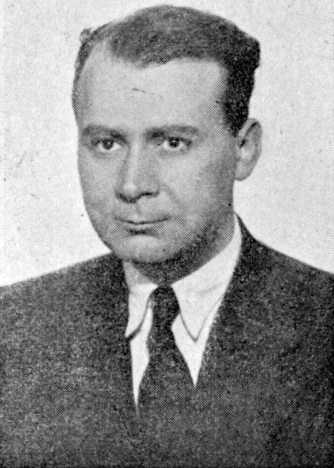
Lucian Blaga

Nae Ionescu  nem volt tulajdonképpen filozófus, de filozófiatanári karizmájával nagy hatása volt a tanítványaira. Az átélésre alapozott irracionalizmust ajánlotta a rendszeres filozófia helyett, és szélsőjobboldali nézeteivel (egyrészt ortodoxizmus, nacionalizmus, másrészt demokrácia-, liberalizmus-, modernitás- és Nyugat-ellenesség) a Vasgárda ideológusa lett. Befolyásolt olyan személyiségeket, mint Mircea Eliade és Emil Cioran, akik első írásaikban közel kerültek a szélsőjobboldalhoz. Az első vasgárdista lett, és később Nyugaton jól ismert vallástörténész, az utóbbi pedig francia filozófusként lett híres.
A kommunista rendszer első korszakában (1948–1964) minden más filozófiát az ún. „dialektikus és történelmi materializmus” váltotta fel, a háború előtti filozófusok zöme vagy börtönben sínylődött, vagy kényszerlakhelyen élt, vagy kivándorolt. Az ezen időszak utáni viszonylagos enyhülés következményeként az egyetemes filozófiából is megjelentek fordítások, bizonyos korlátozásokkal azt is lehetett oktatni, és a filozófiát művelők a logika, a tudományfilozófia és az esztétika felé fordultak. Például Anton Dumitriu logikatörténetet írt (Istoria logicii). Constantin Noica, aki a háború előtt szintén Nae Ionescu tanítványa volt, de nem lett vasgárdista, néhány évvel börtönből való kiszabadulása után újra megjelentethetett írásokat, és informális filozófiai csoport alakult ki körülötte, az ún. „szebenjuharosi iskola”.
1989 után kiadták az azelőtt betiltott filozófusok munkáit, és addig tiltott kutatási irányok jelentek meg: politikai és erkölcsfilozófia, vallásfilozófia, irracionalista filozófiák.